# Elezioni presidenziali a Cipro del 2008
Le elezioni presidenziali a Cipro del 2008 si tennero il 17 e il 24 febbraio; videro la vittoria di Dimitris Christofias, sostenuto dal Partito Progressista dei Lavoratori.

## Risultati
| Candidati              | Partiti                             | I turno | I turno | II turno | II turno |
| Candidati              | Partiti                             | Voti    | %       | Voti     | %        |
| ---------------------- | ----------------------------------- | ------- | ------- | -------- | -------- |
| Dīmītrīs Christofias   | Partito Progressista dei Lavoratori | 150 016 | 33,29   | 240 604  | 53,37    |
| Ioannis Kasoulidis     | Raggruppamento Democratico          | 150 996 | 33,51   | 210 195  | 46,63    |
| Tassos Papadopoulos    | Partito Democratico                 | 143 249 | 31,79   |          |          |
| Marios Matsakis        | Indipendente                        | 3 460   | 0,77    |          |          |
| Kostas Kyriakou        | Indipendente                        | 1 092   | 0,24    |          |          |
| Kostas Themistokleous  | Indipendente                        | 753     | 0,17    |          |          |
| Andreas Efstratiou     | Indipendente                        | 713     | 0,16    |          |          |
| CHristodoulos Neofytou | Indipendente                        | 243     | 0,05    |          |          |
| Anastasis Michail      | Indipendente                        | 117     | 0,03    |          |          |
| Totale                 | Totale                              | 450 639 | 100     | 450 799  | 100      |